# سرخیو کاراسکو
سرخیو کاراسکو (اسپانیایی: Sergio Carrasco‎؛ زادهٔ ۱۷ فوریه ۱۹۸۵) دوچرخه‌سوار اهل اسپانیا است.